# Liste der Kulturdenkmale in Drognitz
In der Liste der Kulturdenkmale in Drognitz sind alle Kulturdenkmale der thüringischen Gemeinde Drognitz (Landkreis Saalfeld-Rudolstadt) und ihrer Ortsteile aufgelistet (Stand: 12. Februar 2013).

## Drognitz
| Bild                           | Bezeichnung         | Lage                  | Datierung | Beschreibung                                     | ID |
| ------------------------------ | ------------------- | --------------------- | --------- | ------------------------------------------------ | -- |
| weitere Bilder Fotos hochladen | Dorfkirche          | Ortsstraße (Karte)    |           | Kirche mit Ausstattung, Friedhof und Einfriedung |    |
| Fotos hochladen                | Ehemaliges Brauhaus | Ortsstraße 28 (Karte) |           |                                                  |    |
| Fotos hochladen                | Gasthaus „Zum Wolf“ | Ortsstraße 34 (Karte) |           |                                                  |    |

## Lothra
| Bild                           | Bezeichnung                     | Lage              | Datierung | Beschreibung           | ID |
| ------------------------------ | ------------------------------- | ----------------- | --------- | ---------------------- | -- |
| weitere Bilder Fotos hochladen | Dorfkirche                      | (Karte)           |           | Kirche mit Ausstattung |    |
| Fotos hochladen                | Brunnenhaus                     | Lothra 24 (Karte) |           |                        |    |
| Fotos hochladen                | Gehöft                          | Lothra 26 (Karte) |           |                        |    |
| Fotos hochladen                | Gasthaus und ehemalige Brauerei | Lothra 35 (Karte) |           |                        |    |

## Neidenberga
| Bild                           | Bezeichnung | Lage                  | Datierung | Beschreibung                                     | ID |
| ------------------------------ | ----------- | --------------------- | --------- | ------------------------------------------------ | -- |
| weitere Bilder Fotos hochladen | Dorfkirche  | (Karte)               |           | Kirche mit Ausstattung, Friedhof und Einfriedung |    |
| Fotos hochladen                | Herrenhaus  | Neidenberga 1 (Karte) |           |                                                  |    |

## Neuenbeuthen
| Bild                           | Bezeichnung | Lage    | Datierung | Beschreibung                                     | ID |
| ------------------------------ | ----------- | ------- | --------- | ------------------------------------------------ | -- |
| weitere Bilder Fotos hochladen | Dorfkirche  | (Karte) |           | Kirche mit Ausstattung, Friedhof und Einfriedung |    |

## Reitzengeschwenda
| Bild                           | Bezeichnung               | Lage                         | Datierung | Beschreibung                                                               | ID |
| ------------------------------ | ------------------------- | ---------------------------- | --------- | -------------------------------------------------------------------------- | -- |
| weitere Bilder Fotos hochladen | Dorfkirche                | (Karte)                      |           | Kirche mit Ausstattung, Kirchhof und Einfriedung (einschl. Kriegerdenkmal) |    |
| Fotos hochladen                | Wohnstallhaus             | Reitzengeschwenda 9a (Karte) |           |                                                                            |    |
| Fotos hochladen                | Volkskundemuseum (Gehöft) | Reitzengeschwenda 24 (Karte) |           | Ein Schwerpunkt des Museums ist das Technische Denkmal „Sägemühle“.        |    |

## Quelle
- Denkmalliste des Landkreises Saalfeld-Rudolstadt. (PDF; 632 kB) kreis-slf.de